# 中央大学附属中学校不正入試事件
中央大学附属中学校不正入試事件（ちゅうおうだいがくふぞくちゅうがっこうふせいにゅうしじけん）は、日本の教育機関で起きた不正入試事件。

## 概要

### 事件の発覚
中央大学の附属学校で起きていたという不正入試事件であった。2012年9月26日に中央大学で記者会見が行われ、これによると2012年2月に実施された入学試験で、学校法人中央大学の理事長の知人の孫を、入学試験での結果は合格点を下回っていたにもかかわらずに、不正に合格させていたということであった。理事長の知人というのは入学試験より前に理事長に対して、孫が受験するのでよろしくと連絡をして受験することを伝えていた。このような不正入試というのは、学内で内部告発が行われていたことから発覚した。入学試験は2月2日に行われ、その翌日に合格となっていた。大学側から中学校に合格を取り消すことが求められたために取り消されていた。このことを知らされた中央大学の学長であった人物が、これは不正入学であるとして問題視して、学長からの要求で合格は取り消されていた。理事長と学長は報酬の一部を自主返納することにした。中学校を所管する神奈川県の部署によると、理事長から中学校の校長によろしく頼むということが伝えられていた。そして校長の判断で合格点に達していない受験生が合格にされていた。この合格した受験生本人は事情を知らず、合格してからは入学手続きをしていたものの、3月1日に合格を取り消されていた。神奈川県としては3月上旬に報告を受けて、合格させた受験生を不合格にするのは不適切であるとして、適切な対応をすることを求めていた。中学校を所管する神奈川県としては、入学試験の合格判定というのは校長の権限で行われるものであるために、法的な処分をすることは不可能なものであった。だが今後には同様の事態が起きないように指導していくことにした。

### 事件の詳細
2012年10月29日に行われた学校法人中央大学の理事会で、理事長は学校運営を混乱させたとして解任されることとなった。理事会では理事長は不正入試に関与したにもかかわらず、責任を認めずに混乱させたとされていた。学校法人中央大学の理事会では3月にこの不正入試を調査する第三者委員会が設置された。この第三者委員会からの報告を受けた後の9月24日に理事長と総長の管理責任を認め、それぞれに報酬の一定部分の自主返納の勧告が行われていた。この直後の9月26日にこの不正入試が報道されていたのであった。同日に行われた記者会見での理事長の発言などを踏まえて、学部や専門職大学院で行われた教授会では、理事長を辞任または解任させる決議が行われていた。それからの10月9日に行われた理事会では、過半数の理事により理事長を解任させる動議が提出されたものの、その理事会では理事長が議長であったために採決に至らず紛糾し、このことも新聞等で報道された。それからの10月24日に学長、学部長、研究科長、附属学校長らの20人によって理事長を退任させる共同声明が発表された。大学や附属学校の労働組合からも同じ趣旨の声明が出された。このような経緯を経てからの10月29日に行われた理事会で、理事長を解任させる議決が行われて解任となった。不正入試が行われた附属学校では、11月30日付で校長であった人物の辞職を認めた。校長であった人物から提出された辞職願を受理したことでの辞職となっていた。
それからは、理事長であった人物は同窓会の会長の続投を決め、総長であった人物は人権侵害と批判されて辞任を表明することとなっていた。総長であった人物は不正入試の事実を後になってから知り、この不正を理由として合格を取り消すように中学校に求めて合格が取り消されていた。2013年5月25日に学校法人中央大学で行われた評議会ではその時点での理事長が、この総長が大学全体の職から降りる意向を明らかにしていた。ここで総長が辞任に追い込まれていたのは、総長が指示をした入学取り消しというのは処分が厳し過ぎるという批判が学内から出ていたためであった。不正入試が発覚してから設置された第三者委員会でも入学取り消しというのは重大な人権侵害であると批判されていた。その一方で理事長であった人物は中央大学の同窓会の会長も務めていたのだが、5月18日にその同窓会会長に再任されていた。理事長解任後も同窓会会長は続けており、5月末に任期満了を迎える予定であった。この5月18日の同窓会総会では理事長だった人物は、不正入試はどこでも行われており正しいことをしたと発言していた。同窓会会長再選の選挙では出席は400人程度で147人の賛成しかなく、多くの出席者が反対の声を上げて詰め寄っていたものの、強引に再選にされていた。
2017年10月に中央大学の学長の選挙が行われ、不正入試の時点で学長であった法科大学院の教授が当選した。だがこれを評議員会と理事会が否決したが、これに反発した教職員側は全学部で選挙結果を尊重することが決議された。評議員会では不正入試問題で責任を認定された人物を選任することは理解できないや、選挙で選ばれた人物を専任しなければ大学が崩壊してしまうなどの意見が交わされていた。評議員会では125人中の55人が選任に賛成していた。この後に理事会が開かれて、そこでは評議員会の結論を採用すべきとして選任に反対されていた。2018年1月15日には理事会が学長選の再選挙を行う方向で検討しているということが明らかとなる。